# Nová Malá Kraš
Nová Malá Kraš (deutsch Neu Kleinkrosse) ist eine Ansiedlung der Stadt Vidnava in Tschechien. Sie liegt anderthalb Kilometer südwestlich von Vidnava und gehört zum Okres Jeseník.

## Geographie
Nová Malá Kraš erstreckt sich rechtsseitig des Flüsschens Vidnavka in der Vidnavská nížina (Weidenauer Senke). Westlich mündet der Černý potok in die Vidnavka.
Nachbarorte sind Fojtova Kraš im Norden, Vidnava und Vidnavské Fojtství im Nordosten, Jarnołtów (Dürr Arnsdorf) im Osten, Štachlovice im Südosten, Rokliny und Habina (Habichtbaude) im Süden sowie Malá Kraš und Velká Kraš im Westen.

## Geschichte
Um 1600 wurde die Vogtei Kleingrosse einschließlich des Kaltenhofes mit dem Niederhof Rothwasser zu einer Einheit verbunden. Während die Vogtei Kleingrosse später wieder vom Niederhof Rothwasser abgetrennt wurde, verblieb der Kaltenhof bei Nieder Rothwasser. Kaspar von Sternberg-Rudelsdorf, der 1797 das Gut Nieder Rothwasser erworben hatte, ließ wenig später an der Stelle des Kaltenhofes die Kolonie Neu Kleinkrosse anlegen. Um 1800 standen in Neu-Kleinkrosse 4 Häuser mit 29 deutschsprachigen Einwohnern.
Im Jahre 1836 bestand die mit Großkrose und Voigtkrose zusammenhängende Kolonie Neu-Kleinkrose aus 7 vereinzelt stehenden und von einem kleinen Bach umflossenen Häusern, in denen 50 Personen lebten. Im Ort gab es eine herrschaftliche Schäferei und eine Branntweinbrennerei. Pfarr- und Schulort war Weidenau. Bis zur Mitte des 19. Jahrhunderts blieb Neu-Kleinkrosse dem Gut Nieder Rothwasser untertänig.
Nach der Aufhebung der Patrimonialherrschaften bildete Neu Klein Krosse / Nová Malá Kraš ab 1849 einen Ortsteil der Gemeinde Rothwasser / Červená Voda im Gerichtsbezirk Weidenau. Ab 1869 gehörte die Kolonie zum Bezirk Freiwaldau. 
Beim Zensus von 1921 lebten in den 10 Häusern von Neu Kleinkrosse 60 Personen, darunter 59 Deutsche und ein Tscheche. Im Jahre 1924 wurde Neu Kleinkrosse von Alt Rothwasser nach Weidenau umgemeindet. 1930 hatte Neu Kleinkrosse 56 Einwohner und bestand aus 10 Häusern. Nach dem Münchner Abkommen wurde die Kolonie 1938 dem Deutschen Reich zugesprochen und gehörte bis 1945 zum Landkreis Freiwaldau. Nach dem Ende des Zweiten Weltkrieges kam Nová Malá Kraš zur Tschechoslowakei zurück; die meisten der deutschsprachigen Bewohner wurden 1945/46 vertrieben. 1976 verlor Nová Malá Kraš den Status eines Ortsteils von Vidnava. 

## Ortsgliederung
Nová Malá Kraš ist Teil des Katastralbezirks Vidnava.